# Penny Taylor
Penelope Jane „Penny “Taylor (* 24. Mai 1981 in Mount Waverley, Melbourne) ist eine ehemalige australische Basketballspielerin, die von 2001 bis 2016 in der WNBA aktiv war. Ihr größter Erfolg mit der australischen Nationalmannschaft war der Gewinn der Weltmeisterschaft 2006, bei der sie als wertvollste Spielerin des Turniers ausgezeichnet wurde. Nach der WNBA-Saison 2016 beendete sie ihre professionelle Basketball-Karriere. 2023 wurde sie in die FIBA Hall of Fame aufgenommen.

## Karriere

### Australien (Women’s National Basketball League)
Wie viele der besten australischen Basketballspielerinen begann Taylor ihre Karriere beim Team des Australian Institute of Sport (AIS). Nachdem sie dort von 1997 bis 1999 gespielt hatte, wechselte sie für die Spielzeiten von 1999 bis 2002 zum Team der Dandenong Rangers. Ab 2001 spielte sie in den Sommermonaten in der US-amerikanischen WNBA. Nach der Saison 2002 spielte sie in der WNBA-Saisonpause vorerst bei europäischen Teams. Erst nach der WNBA-Spielzeit 2014 kehrte sie für zwei Saisons zu ihrem Heimatverein Dandenong Rangers in die australische WNBL zurück.

### Women’s National Basketball Association (WNBA)
2001 wechselte Taylor von der australischen WNBL in die WNBA zu den Cleveland Rockers. Nachdem sie zu Beginn nur als Einwechselspielerin eingesetzt wurde, stiegen im Verlauf ihre Einsatzzeiten an und ab der Saison 2002 stand sie regelmäßig in der Startformation des Teams. Bei den Rockers spielte sie bis ins Jahr 2003, anschließend wurde das Franchise aufgelöst. Bei der anschließenden Dispersal Draft wurde sie von den Phoenix Mercury an erster Stelle ausgewählt. Auch dort zählte sie sofort zu den Stützen des Teams. Mit dieser Mannschaft wurde Taylor 2007 und 2009 WNBA-Meister. Im Jahr 2008 bestritt sie keine Spiele in der WNBA. 2012 zog sich Taylor in einem Euroleague-Spiel einen Kreuzbandriss zu und verpasste so auch die WNBA-Saison 2012. 2014 gewann sie mit Phoenix Mercury ihren dritten WNBA-Titel. Auch in der Saison 2015 bestritt sie keine Spiele für die Mercury. Bei ihrer Rückkehr nach Phoenix im Jahr 2016 führte sie das Team nochmals bis in das Playoff-Halbfinale.
Nach der WNBA Saison 2016 beendete sie ihre professionelle Basketball-Karriere. Bis zu diesem Zeitpunkt bestritt sie in 13 WNBA-Saisons in der regulären Saison 355 Spiele, dabei stand sie 277 Mai in der Startformation und erzielte 4606 Punkte, 1559 Rebounds und 1053 Assists. In 50 Playoff-Partien stand sie immer in der Startformation und erzielte 670 Punkte, 243 Rebounds und 181 Assists. 2002, 2007 und 2011 wurde sie in das All-Star-Team der WNBA berufen.

### Europa
In der Saisonpause der WNBA spielte Taylor wie viele WNBA-Spielerinnen regelmäßig in Europa. Seit dem Jahr 2005 stand sie dabei für Teams aus Italien, Russland und der Türkei auf dem Platz. Dabei konnte sie mit ihrem Team je einmal die Landesmeisterschaft in Italien und Russland gewinnen, in der Türkei konnte sie sogar zwei Meisterschaften gewinnen. Zuletzt spielte sie in der Saison 2011/12 sie für den türkischen Verein Fenerbahçe Istanbul.

### Nationalmannschaft
Taylor war von 1998 bis 2016 Mitglied der australischen Nationalmannschaft und gewann mit dieser 2004 in Athen und 2008 in Peking jeweils die olympische Silbermedaille. Die Olympischen Spiele 2012 verpasste sie verletzungsbedingt. Bei ihrem letzten internationalen Turnier bei den Olympischen Spielen 2016 in Rio belegte sie mit dem Team nur Platz fünf. Bei den Basketball-Weltmeisterschaften 2006 feierte sie mit den australischen Damen mit dem Titelgewinn ihren größten Erfolg im Nationaldress. Bei den WMs 2002 und 2014 trug sie ihren Teil zum Gewinn der Bronzemedaille bei. Bei der Basketball-Weltmeisterschaft 2010 belegte sie mit dem australischen Team nur Platz 5. 1997 gewann Taylor mit dem australischen Juniorinnen-Team die Silbermedaille bei der Jugendweltmeisterschaft.

## Familie
Im Dezember 2005 heiratete sie den brasilianischen Volleyballspieler Rodrigo Gil. Die Ehe wurde wieder geschieden. Im Mai 2017 heiratete sie ihre ehemalige Mitspielerin Diana Taurasi. Gemeinsam haben sie zwei Kinder.